# Pilophorus discretus
Pilophorus discretus är en insektsart som beskrevs av Van Duzee 1918. Pilophorus discretus ingår i släktet Pilophorus och familjen ängsskinnbaggar. Inga underarter finns listade i Catalogue of Life.